# Selom Mawugbe
Selom Mawugbe (Lancaster, California, 20 de julio de 1998) es un jugador de baloncesto estadounidense que pertenece a la plantilla del Dolomiti Energia Trento de la Lega Basket Serie A. Con 2,10 metros de estatura, juega en la posición de pívot. 

## Trayectoria deportiva
Nacido en Lancaster, California, es hijo de padres ghaneses y formado en la Canyon High School de Santa Clarita en California hasta 2016, cuando ingresó en la Universidad Azusa Pacific, donde jugaría durante cuatro temporadas la División II de la NCAA con los Azusa Pacific Cougars, desde 2016 a 2020.
El 11 de enero de 2021, firmó su primer contrato profesional con los Santa Cruz Warriors, cuando fue elegido número 21 en la segunda ronda del draft de la NBA G League de 2021. 
En la temporada 2022-2023, firma por el Rostock Seawolves de la Basketball Bundesliga, con el que disputa 34 partidos y promedia 8,7 puntos, 6,6 rebotes y 2,1 tapones por partido, líder de la liga, mientras conectaba un 74,1 por ciento desde el campo. Obtuvo el reconocimiento de Mejor Defensor de la Basketball Bundesliga.
El 22 de junio de 2023, firmó un contrato con Le Mans Sarthe Basket del LNB Pro A francesa.
El 31 de enero de 2024, Mawugbe fichó por el BAXI Manresa de la Liga ACB.
El 22 de junio de 2024 fichó por el Dolomiti Energia Trento de la Lega Basket Serie A italiana.